# General Aviation XFA
Il General Aviation XFA, designazione aziendale AF-18, era un caccia imbarcato monomotore biplano realizzato dall'azienda statunitense General Aviation Company nei primi anni trenta e rimasto allo stadio di prototipo.
Realizzato per soddisfare una specifica emessa dalla United States Navy, la marina militare degli Stati Uniti d'America, ad una valutazione comparativa con altri modelli gli venne preferito il Curtiss F9C Sparrowhawk ed il suo sviluppo interrotto.

## Storia del progetto
Nel maggio 1930 il Bureau of Aeronautics (BuAer), il dipartimento della US Navy deputato alla gestione del materiale e tecnologia della propria componente aerea, emise una specifica (No. 96) per la fornitura di un nuovo velivolo da caccia leggero da assegnare ai reparti basati sulla propria flotta di portaerei. Alla richiesta risposero la Berliner-Joyce Aircraft, con il suo XFJ, la General Aviation Company, già Fokker Aircraft Corporation of America ed appena confluita nella General Motors, con il progetto AF-18 (poi XFA) e la Curtiss con il suo XF9C-1.
Il BuAer, come da prassi, stipulò un contratto per la fornitura di prototipi per le valutazioni comparative.

### Sviluppo
A causa delle problematiche legate alla riorganizzazione aziendale che aveva visto solo qualche mese prima l'azienda, Fokker Aircraft Corporation of America, confluire nella General Motors Corporation, la fase di sviluppo del velivolo, dalla sua parte progettuale alla realizzazione del prototipo, risultò difficoltosa ed influì negativamente sia nelle caratteristiche del modello sia nei tempi dilatati della sua costruzione.
La scelta del reparto di progettazione fu quella di abbinare una struttura convenzionale biplana ad alcune innovazioni tecnologiche che, se avessero goduto della fiducia del BuAer, avrebbero rappresentato un vantaggio nei confronti della concorrenza. Invece di progettare il velivolo attorno ad una struttura tubolare in acciaio, saldando tra loro gli elementi che poi sarebbero stati ricoperti da pannelli rivettati, ricorsero alla tecnologia della calettatura, in cui i singoli elementi erano incastrati tra loro, e che permetteva ai pannelli metallici che li ricoprivano di essere piegati verso l'interno, dove sarebbero stati rivettati, mantenendo così la superficie più liscia a vantaggio dell'aerodinamicità complessiva del velivolo. Inoltre si scelse di adottare, per l'ala superiore, una configurazione ad ala di gabbiano che consentiva di abbassarne la posizione alla ricerca di un migliore baricentro abbinato ad una migliore visibilità anteriore per il pilota.
Il prototipo, al quale il BuAer assegnò la designazione XFA-1, non riuscì ad essere terminato prima del 1932, già in ritardo di mesi rispetto ai concorrenti, ed alle prove di volo comparative si rivelò anche carente in alcune caratteristiche, tra cui una congenita instabilità longitudinale e l'eccessiva sensibilità dei comandi che rendevano il pilotaggio piuttosto impreciso.
Per cercare di ovviare al problema i tecnici della General Aviation, oltre ad apportare altre modifiche, aumentarono l'area delle superfici di coda. Il prototipo venne quindi nuovamente inviato per consentire ulteriori test, ma i problemi di stabilità si rivelarono peggiorati. L'XFA-1 rivelava una tendenza a sollevare il naso all'atto di dare manetta al motore per poi cadere quando il gas veniva ridotto. Dopo un altri tentativi di miglioramento, introducendo più volte nuove modifiche alle quali fecero seguito nuove prove di volo, l'aereo venne definitivamente classificato come pericoloso e la sperimentazione di conseguenza abbandonata.

## Descrizione tecnica
L'XFA-1 era un velivolo di costruzione metallica dall'aspetto compatto ma, per l'epoca, piuttosto convenzionale, monomotore monoposto biplano con carrello fisso, caratterizzato dalla configurazione della velatura superiore ad ala di gabbiano.
La fusoliera era realizzata con una struttura metallica caratterizzata da un'innovativa tecnologia: invece di ricorrere ad una convenzionale struttura in tubi metallici saldati ricorreva ad una soluzione in cui i singoli elementi erano calettati tra loro, ovvero incastrati solidalmente gli uni agli altri, e ricoperta infine da lamine metalliche. Presentava l'unico abitacolo aperto protetto da un parabrezza e disponeva ventralmente del gancio di coda per favorire la decelerazione in fase di atterraggio sul ponte di volo delle portaerei. Posteriormente terminava in un impennaggio classico con elementi ricoperti in tela verniciata, caratterizzato dall'unica deriva di generose dimensioni alla quale erano superiormente controventati i piani orizzontali tramite un'asta di controvento.
La configurazione alare era biplano-sesquiplana, con l'ala superiore, montata alta sulla fusoliera e caratterizzata dal profilo a V (ad ala di gabbiano), collegata all'inferiore, montata bassa sulla fusoliera, tramite una coppia di montanti ad "N", uno per lato.
Il carrello d'atterraggio era semplice, un biciclo con gambe di forza dal profilo aerodinamico ed ammortizzate che collegavano le ruote, di grandi dimensioni e con cerchioni carenati per ridurre al minimo il coefficiente di resistenza aerodinamica, alla parte dorsale della fusoliera all'altezza delle ali. Posteriormente era integrato da un ruotino d'appoggio.
L'armamento consisteva in una coppia di mitragliatrici sincronizzate calibro .30 in (7,62 × 63 mm) montate in caccia sulla fusoliera e sparanti attraverso il disco dell'elica.

## Utilizzatori
Stati Uniti
- United States Navy